# FN TB V
Le FN TB VI ou T48 est un modèle de trolleybus fabriqué par la Fabrique nationale d'Herstal (FN).

## Histoire
Le TB V est un prototype de trolleybus à caisse autoportante conçu par la FN Herstal en 1947. Il est resté sans suite, les Tramways unifiés de Liège et extensions (TULE) commandant un modèle différent désigné TB VI, offrant une plus grande capacité.